# Landkreis Horn
Der Landkreis Horn war von 1939 bis 1945 eine Gebietskörperschaft im Großdeutschen Reich im Gau Niederdonau und umfasste zeitweise auch Gebiete im südlichen Teil Böhmens. Der Verwaltungssitz war Horn.
1938 erfolgte die Eingliederung von Fratting, Hafnerluden, Kurlupp, Nespitz (heute zur Gemeinde Uherčice u Znojma gehörend) und Ungarschitz. 

## Städte und Gemeinden
Stand 1. Juli 1941
- Fratting (Vratěnín)
- Hafnerluden (Lubnice)
- Kurlupp (Korolupy)
- Nespitz (Mešovice)
- Ungarschitz (Uherčice u Znojma)

## Landrat
1939–1945: Johann Streb